# Belle Gunness
Belle Sorenson Gunness (nascida Brynhild Paulsdatter Størseth; Selbu, Noruega, 11 de novembro de 1859 — La Porte, Indiana, 28 de abril de 1908?) foi uma assassina em série estadunidense. Suspeita-se que ela tenha matado os seus maridos e todos os seus filhos destes casamentos. É conhecida por ter matado diversos namorados e duas de suas filhas, Myrtle e Lucy. Tudo indica que grande parte dos assassinatos eram ligados a interesses financeiros, como benefícios de seguro pelas mortes e pensões do governo. Há suspeitas que ela tenha matado mais de 40 pessoas no decorrer de décadas.

## Biografia

### Origens
A origem de Belle Gunness, assim como grande parte de sua vida, está rodeada de especulações e mentiras. Grande parte dos historiadores acreditam que ela nasceu em 11 de novembro, próximo ao lago de Selbu, Sør-Trøndelag, Noruega e batizada sob o nome de  Brynhild Paulsdatter Størset. Seus pais eram o pedreiro Paul Pedersen Størset e Berit Olsdatter. Ela era a mais nova de oito irmãos. Eles viviam em Størsetgjerdet, numa pequena fazenda em Innbygda, Selbu, próximo de Trondheim, a maior cidade central da Noruega (Trøndelag).
Um documentário para televisão feito por Anne Berit Vestby conta uma história, não confirmada, do começo da vida de Gunness. Ela diz que em 1877 Gunness participava de uma festa local quando foi atacada por um homem, que a chutou na barriga quando ela estava grávida. Ela acabou perdendo a criança, sendo que o homem, por ser de uma família rica das redondezas, nunca foi preso pelas autoridades locais. Pessoas próximas a Belle afirmam que após esses incidente sua personalidade mudou completamente. O homem que a atacou morreu pouco tempo depois e, pelo que se foi dito, morreu devido a um  câncer no estômago. Como era pobre, Belle trabalhou por três anos em uma fazenda até conseguir o dinheiro para uma passagem de navio para viajar aos Estados Unidos.
Seguindo os passos da irmã, ela se mudou para os Estados Unidos em 1881 e mudou seu nome para um mais americanizado. Quando chegou lá ela trabalhou como doméstica. Anos depois, a irmã dela, Nellie Larson, declarou que  Belle era "louca por dinheiro", e essa foi sua maior fraqueza." [carece de fontes?]

### Primeira vítima
Em 1884 Gunness se casou com  Mads Ditlev Anton Sorenson em  Chicago, lugar onde poucos anos mais tarde o casal abriu uma confeitaria. O negócio não ia bem, e em menos de um ano houve um misterioso incêndio na loja e, segundo a versão de Gunness, um lampião foi o causador do fogo. Nenhum lampião foi jamais encontrado nas ruínas da loja, mas o dinheiro do seguro foi pago. Acredita-se que foi com esse dinheiro que o casal comprou uma casa em Austin, embora esta mesma também tenha pegado fogo misteriosamente em 1889, sendo que eles receberam outra quantia de seguro, que foi usada para comprar uma nova casa.
Sorenson, o marido de Belle, morreu em 30 de julho de 1900. O primeiro médico a vê-lo pensou que ele estava sofrendo de envenenamento por estricnina. Todavia, o médico da família afirmou que estava tratando Sorenson de problemas no coração, tendo este declarado a morte causada por insuficiência cardíaca. A autópsia não foi feita, pois a morte não era suspeita. Tempos depois Gunness  teria confessado ao médico que teria dado "folhas medicinais" ao marido para que ele se sentisse melhor.
Gunness retirou o dinheiro do seguro do marido no mesmo dia do seu enterro, tendo os parentes do marido morto acusado a viúva de ter envenenado o marido. Documentos sugerem que um inquérito foi aberto, embora não seja claro como seu deu a investigação, nem se houve uma exumação do cadáver. Entretanto, a seguradora pagou-lhe o dinheiro, cerca de US$ 8500, o que era muito dinheiro para a época. Com esse dinheiro ela comprou uma fazenda em La Porte, Indiana, e mudou-se com as três filhas.
Embora alguns historiadores afirmem que a união não produziu descendentes[carece de fontes?], outros historiadores afirmam que ela possuía quatro crianças: Caroline, Axel, Myrtle e Lucy. Em 13 de junho de 1900 Belle e sua família foram contadas no senso americano de Chicago. A pesquisa registrou que Belle tinha quatro filhos, dos quais apenas dois viviam com ela. Myrtlede, de três anos, e Lucy, de um. Uma criança adotada, Morgan Colcha, de dez anos também foi contada. Caroline e Axel morreram ainda na infância; foi alegada colite aguda, que possui sintomas como náuseas, febre, diarreia, dor abdominal, enfim sintomas iguais aos de um envenenamento. Caroline e Axel possuíam seguro de vida, e ambos os seguros foram pagos.

### Mortes suspeitas
A casa na rodovia McClung foi construída em 1846 por John Walker para sua filha Harriet Holcomb. Os Holcombs ajudaram os Estados Confederados durante a Guerra Civil Americana. Após a mudança dos  Holcombs, ocorrida devido ao apoio dos moradores da cidade aos inimigos da confederação, a propriedade da família passou pela mão de mais de doze proprietários.
Em 1892, Mattie Altic, uma proprietária de um bordel em  Chicago, comprou a propriedade e a transformou em uma espécie de prostíbulo. Grande parte de seus clientes regulares vinham de Chicago. Quando Mattie morreu, a casa foi posta à venda novamente, e mais quatro proprietários moraram na casa, até que em 1901 Belle Gunness a comprou.
Belle então conheceu Peter Gunness, um norueguês que vivia em La Porte. Eles se casaram em 1 de abril de 1902 , e apenas uma semana depois do casamento, a filha menor de Peter morreu de causas incertas dentro de casa de Gunness. Em dezembro 1902, o próprio Peter morreu; segundo Belle ele estava trabalhando em um galpão quando uma máquina de moer caiu de uma estante sobre sua cabeça, matando-o instantaneamente.
Belle recebeu US$ 3000 do seguro de vida do marido, embora algumas fontes sugiram US$ 4000. Os moradores da vizinhança se negaram a acreditar que Peter havia morrido daquela forma, pois havia sido construído uma fazenda para porcos em volta da  propriedade, sendo Peter conhecido por ser um ótimo açougueiro. Um juiz local anunciou precipitadamente que Peter havia sido assassinado, e ele convocou um grupo de investigadores forenses para analisar o caso. Nesse período, Jennie Olsen, filha de 14 anos de Peter, teria confessado a um colega de classe que a mãe havia matado seu pai.
Jennie depois foi chamada para depor ao grupo de investigadores, mas negou sua afirmação. Gunness convenceu os investigadores de que não havia feito nada de errado, na época ela estava grávida e o júri aparentemente ficou comovido com sua situação, sendo todas as acusações  retiradas.
Após as audiências, Belle contratou Ray Lamphere para trabalhar na fazenda, e em 1906 eles iniciaram um caso amoroso. No final daquele ano, Jennie não foi mais vista nas redondezas, e Gunness disse aos vizinhos que havia enviado a menina para um colégio interno Luterano em Los Angeles. Na verdade ela havia sido morta, e seu corpo foi descoberto enterrado dentro da propriedade de Gunness tempos depois. [carece de fontes?]

### Pretendentes
Nessa época, Gunness fez um anúncio de jornal atrás de um consorte rico que quisesse unir sua  fortuna com a dela. Diversos homens de meia-idade responderam-lhe, e alguns viajaram para a fazenda de Gunness. Um deles foi John Moo, vindo de Elbow Lake, no Estado de  Minnesota. Ele havia trazido pouco mais de US$ 1000 para pagar a hipoteca de Gunness, mas quando ela o apresentou a comunidade como sendo um primo seu, tendo ele ido embora uma semana após sua chegada. O segundo que apareceu foi George Anderson, que igual a Peter Gunness e John Moo, era um imigrante da Noruega. Anderson era um rico fazendeiro vindo de Tarkio (Missouri). Ele, todavia, não trouxe dinheiro consigo, e lá percebeu que Gunness não era igual do jeito que havia se descrito na carta. Na época ela já tinha quarenta e poucos anos, era gorda e de certa forma feia.
Ele também percebeu que ela não tinha modos, embora ela tenha feito de tudo para ele se sentir em casa. Assim sendo ele ficou na casa ocupando o quarto maior, e jantando com ela todas as noites. Durante um jantar, ela levantou a questão da hipoteca, e ele decidiu que a ajudaria a pagar se os dois se casassem. Ele realmente estava convencido a voltar para Tarkio e pegar seu dinheiro para começar uma nova vida com ela.
Tarde daquela noite, Anderson despertou com ela parada sobre ele, com um jeito esquisito olhando para ele. Ela segurava uma vela, e a expressão em seu rosto era tão maquiavélica e sinistra que ele soltou um grito. Sem dizer nada, Gunness saiu correndo do quarto. Anderson pegou suas roupas e não pensou duas vezes em pegar um trem para Missouri naquela madrugada mesma [carece de fontes?].
Os pretendentes continuaram a vir, porém ninguém, exceto Anderson, conseguiu sair da fazenda de Gunness. Nessa época, ela começou a encomendar sacos e mais sacos para serem entregues em sua casa. Muitas pessoas afirmaram a terem  visto carregar esses sacos nas costas, como se "estivessem cheios de marshmallows", sendo que muitos viram escavações dentro de sua  sua propriedade, feitas em grande parte por Ray Lamphere. Os pretendentes continuaram a vir, todos respondendo suas cartas. Um desses foi Ole B. Budsburg, um viúvo idoso vindo de Iola, Wisconsin. A ultima vez que foi visto com vida foi no banco de La porte em 6 de abril de 1907,  hipotecando sua fazenda em  Wisconsin e retirando milhares de dólares de sua conta bancária. Os filhos de  Ole B. Budsburg, Oscar e Matthew Budsburg, não faziam ideia de que o pai havia ido visitar Belle, e quando descobriram que ele o havia feito, enviaram uma carta para Gunness, que respondeu em 13 de janeiro de 1908 dizendo nunca ter conhecido um homem chamado Budsburg.
Inúmeros homens de meia idade apareceram e desapareceram em sua visitas a Gunness pelo ano de 1907. Até que em dezembro desse ano, Andrew Helgelien, um agricultor de  Aberdeen, Dakota do Sul, escreveu para ela e foi calorosamente recebido. Eles trocaram diversas cartas, até que ele foi ao seu encontro em janeiro de 1908. Ele tinha consigo um cheque de US$ 2900, todas as suas economias, que ele havia sacado do banco em sua cidade. Pouco tempo depois, Belle apareceu no banco de La porte e depositou a mesma quantia de dinheiro na sua poupança. Alguns dias após a chegada de Helgelien, ele e Gunness apareceram no banco e descontaram o cheque que ele havia trazido. Helgelien desapareceu poucos dias depois, e Gunness apareceu no banco para fazer mais depósitos em seu nome. Nessa época, ela começou a ter problemas com Ray Lamphere.

### Golpes
Lamphere estava profundamente apaixonado por Gunness, e fazia qualquer coisa que ela pedisse, por mais horrível que fosse. Ele começou a ter ciúmes dos pretendente dela, e foi autor de diversas saias justas e incômodos para ela. Gunness o demitiu em 3 de fevereiro de 1908, e tempos depois disso se apresentou às autoridades de La Porte, declarando que seu ex-empregado não estava em suas faculdades mentais normais e era um perigo à comunidade. De alguma forma ela conseguiu que fizessem um exame de sanidade mental nele, mas Ray foi liberado depois. Alguns dias depois ela voltou novamente à polícia e deu queixa que Lamphere havia invadido sua propriedade, sendo ele finalmente foi preso.
Lamphere voltou para vê-la novamente, mas ela o expulsou. A partir daí ele começou a fazer insinuações pela região. Certa vez teria dito a  William Slater, um fazendeiro, sobre  Andrew Helgelien: "Helgelien não vai incomodar mais, pois nós demos um jeito nele." Helgelien já havia ido embora de La porte há muito tempo, como se acreditava. Todavia, seu irmão, Asle Helgelien, ficou preocupado quando ele não retornou mais para casa, e escreveu para Belle Gunness, perguntando sobre o paradeiro do irmão. Gunness retornou, dizendo que ele não estava em La porte, e que provavelmente tinha ido visitar os parentes na Noruega. Asle Helgelien escreveu de volta e disse que não acreditava que o irmão faria isso, acreditando  que o irmão ainda estava em la Porte, o último lugar em que havia sido visto. Gunness respondeu perguntando se ele não queria vir até ela procurar o irmão, pois ela o ajudaria.
Lamphere ainda representava perigo para ela, e agora com Asle Helgelien fazendo perguntas, logo levantaria mais suspeitas. Belle foi ver seu advogado em La Porte, M.E. Leliter, dizendo que estava sendo ameaçada por Ray Lamphere e que temia pela sua vida e pela vida dos filhos, tendo Lamphere ameaçado colocar fogo na casa com ela dentro. Belle queria fazer um testamento caso Ray cumprisse suas ameaças. Leliter então redigiu seu testamento. Ela deixou todas as suas posses para os filhos. Após terminar o testamento, foi até o banco da cidade e pagou a hipoteca da casa. Apesar de tudo, não quis denunciar as ameaças de Lamphere. Mais tarde foi concluído que ela fez isso para disfarçar o incêndio causado por ela própria.

### Lamphere se torna suspeito

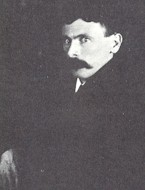
Lamphere

Joe Maxon, que havia sido contratado para substituir Lamphere em fevereiro de 1908, acordou na madrugada do dia 28 de abril do mesmo ano, após sentir cheiro de fumaça vindo do segundo andar da casa. Ele abriu a porta da sala, que estava em chamas. Maxon gritou por Gunness e seus filhos, mas ninguém respondeu. Ele então pulou da janela do segundo andar da casa e foi correndo até a cidade buscar ajuda, mas não conseguiu fazer isso a tempo de salvar a casa, que queimou completamente. Quatro corpos foram encontrados, um dos corpos não pôde ser identificado imediatamente como sendo o de Gunness, pois estava sem a cabeça, que nunca foi encontrada. Os corpos dos filhos de Gunness foram encontrados perto do cadáver sem cabeça. O xerife da cidade já tinha ouvido falar das tal ameaças feitas por Ray Lamphere, e logo pediu a prisão do ex-funcionário de Gunness. O advogado Leliter logo apareceu e contou ao xerife as ameaças que Gunness lhe havia dito sobre queimar a casa com ela e os filhos dentro.
Lamphere não ajudou em sua defesa. Segundo conta, antes mesmo do xerife falar sobre o incêndio, Ray teria perguntado se Gunness e seus filhos estavam bem. Quando lhe foi contado sobre o incêndio, ele negou qualquer envolvimento no caso, alegando que estava em outro local na hora do incêndio. Mas John Solyem, um adolescente da região, afirmou que estava na propriedade de Gunness (ele não deu nenhum motivo para tal) e que viu Lamphere correndo da casa de Belle pela estrada. Lamphere foi preso e acusado de assassinato, e as investigações começaram.

### Belle Gunness está morta?
O reconhecimento do corpo sem cabeça causou grandes problemas para a população de La porte. Christofferson, um vizinho da fazenda, disse que os restos mortais encontrados no incêndio não eram de Belle Gunness, e o mesmo disseram L. Nicholson, outro vizinho, e  Austin Cutler, uma velha amiga de Gunness. Mais conhecidos de Gunness, May Olander e Sigward Olsen, vieram de  Chicago. Eles examinaram o corpo e disseram que não era o corpo de Belle Gunness.
Os médicos mediram o corpo do incêndio, e a partir de registros das lojas de roupas de região descobriram que o corpo tinha medidas bem diferentes das registradas por Belle. Quando estas medidas foram postas lado a lado, os médicos concluíram que o corpo encontrado definitivamente não era de Belle Gunness. Além do mais, o doutor  J. Meyers examinou os órgãos internos da mulher e concluiu que ela havia sido morta por envenenamento.

### Descoberta macabra
O dentista de Gunness, Dr. Ira P. Norton, disse que se a arcada dentária de Belle fosse encontrada, ele poderia identificar se o cadáver era mesmo o dela. Louis "Klondike" Schultz, um mineiro da região, foi chamado para fazer uma busca mais detalhada nos escombros do incêndio. Em 19 de maio de 1908, dois dentes humanos foram encontrados, um de porcelana e outro de ouro. Norton identificou-os como sendo de Gunness, e o xerife encerrou o caso concluindo que o corpo nos incêndios era mesmo de Belle Gunness.
Asle Helgelien chegou em  La Porte e disse ao xerife que acreditava que o irmão tinha sido vítima de algum crime nas mãos de Belle Gunness. Então, Joe Maxon reportou que Gunness havia ordenado que ele trouxesse terra para uma parte cercada da propriedade, onde os porcos eram alimentados. Havia muitos buracos no local, e Belle teria dito que era onde ela enterrava lixo. Segundo conta, ela queria que ele nivelasse o terreno e tampasse os buracos.
O xerife levou um grupo de homens para região e começaram a escavar. Em 3 de maio de 1908, os escavadores encontraram o corpo de  Jennie Olson (desaparecida em dezembro de  1906). Depois encontraram dois corpos pequenos de crianças não identificadas. Após isso o corpo de  Andrew Helgelien foi encontrado. A cada dia mais corpos eram encontrados; Ole B. Budsburg (desaparecido em maio de 1907); Thomas Lindboe de Chicago,  Henry Gurholdt de Scandinavia, Wisconsin, que havia ido desposá-la um ano antes, levando $1500 para ela ; Olaf Svenherud, de Chicago; John Moo de Elbow Lake, Minnesota- seu relógio foi encontrado com  Lamphere; Olaf Lindbloom de Iowa. Outra possível vitima foi o irmão de Jennie Graham de  Waukesha Wis, que havia deixado a irmã para se casar com uma viúva rica em La porte. Houve ainda outros corpos que não puderam ser identificados. Foram encontrados ao longo da propriedade cerca de 40 corpos de homens e crianças.

### Lamphere é julgado
Ray Lamphere foi preso em 22 de maio de 1908 e acusado de incêndio criminoso e assassinato. Ele se declarou culpado pelo incêndio, mas negou ter matado Gunness e seus filhos. Sua defesa dependia da confirmação que aquele não era o corpo de Gunness. Para isso, o advogado de Lamphere, Wirt Worden, trouxe evidências que contradiziam o Dr. Norton, que havia identificado os dentes achados como sendo de Belle. Era impossível peças de porcelana e de ouro saírem intactas do incêndio. Foram feitos testes para simular o incêndio, e os dentes que ficaram foram desintegrados ou derretidos. Joe Moxon e mais outro homem reportaram depois que haviam visto o minerador contratado, Louis "Klondike" Schultz, colocar os dentes no local do incêndio. Lamphere foi declarado culpado pelo incêndio, mas inocentado de assassinato.
Em 26 de novembro de 1908 ele foi condenado a vinte anos de prisão a serem cumpridos no  presídio estadual de Michigan. Ele ficou doente na prisão e morreu de tuberculose em 30 de dezembro de 1909.
Em 14 de janeiro de  1910, o reverendo  E. A. Schell mostrou uma confissão de Lamphere  enquanto  confortava o homem nas últimas horas de vida. Nele Lamphere revelou os crimes de Gunness e jurou que ela ainda estava viva. Ele confessou que não havia matado ninguém, mas que havia ajudado Belle a enterrar os corpos.
Segundo ele, quando a vitima chegava, Belle fazia de tudo para que ela se sentisse tranquila e confortável, e cozinhava pratos apetitosos para o jantar. Ela então drogava o café do convidado, e depois o matava com ajuda de algum objeto pesado, como um picador de carne. Às vezes ela só esperava a vítima dormir e ia até seu quarto com uma vela e um pouco de clorofórmio. Como era robusta e forte, ela carregava o corpo até o porão, o esquartejava e dissecava, e depois enterrava no chiqueiro dos porcos e nas bases da casa. Ela havia aprendido a dissecar com seu segundo marido, o açougueiro Peter Gunness. Para ganhar tempo, às vezes ela colocava veneno no café das vítimas. Quando estava muito cansada, ela somente cortava as vítimas e misturava os pedaços com a comida dos porcos.
Lamphere também esclareceu o incêndio e o corpo sem cabeça. Segundo ele, o corpo encontrado pertencia a uma camareira que Gunness havia contratado de Chicago, poucos dias antes dela decidir fugir. Gunness teria drogado a mulher e após matá-la teria cortado a cabeça fora, amarrado com pesos e a jogado num pântano. Ela dopou os filhos com clorofórmio, sufocou-os até à morte, e colocou-os junto ao corpo sem cabeça.
Ela teria vestido o corpo com suas roupas velhas e largado suas próteses dentárias perto dele. Lamphere a ajudou botar fogo na casa, porém ela não voltou ao local indicado para os dois se encontrarem, e enquanto ele a esperava na estrada, Gunness fugia pela mata. Algumas pessoas dizem que ele na verdade a levou para Stillwell, Indiana, cidade a nove milhas de La Porte, onde ela pegou um trem.
Lamphere também disse que Gunness era uma mulher rica, e que havia matado 42 homens por conta própria, roubando o dinheiro de suas vítimas. Ela teria acumulado por volta de US$ 250000 dólares com seus crimes, o que na época era uma quantia muito alta. Ela também havia deixado uma pequena quantia no banco local, mas depois o gerente do banco de La porte teria afirmado que ela tinha retirado grande parte de sua poupança antes do incêndio.

### Paradeiro de Gunness
Por décadas, pessoas próximas de Gunness, amigos e investigadores afirmaram a terem visto por diversas partes dos EUA, em cidades como Chicago, São Francisco, Nova Iorque, e Los Angeles. Em 1931, foi reportado que Belle vivia no Mississippi, onde tinha uma fazenda e vivia calmamente como dona de casa. O xerife da cidade de La porte, por mais de 20 anos, recebeu relatórios que afirmavam diversas localizações de Gunness.
Os corpos das crianças de Gunness foram encontrados nos destroços, mas o corpo decapitado nunca foi identificado realmente, e a cabeça nunca encontrada. Seu destino é incerto, e os moradores da região ora acreditavam na versão de fuga dela, ora achavam que Lamphere a havia matado. No mesmo ano de 1931, em que foi afirmado que Belle estava no Mississippi, uma mulher chamada "Esther Carlson" foi presa em  Los Angeles apos envenenar August Lindstrom por causa de dinheiro. Duas pessoas que conheceram Gunness afirmaram que a haviam reconhecido pelas fotografias, embora a afirmação nunca tenha sido provada.  A tal Esther Carlson morreu esperando o julgamento.

### Exumação
O corpo encontrado no incêndio foi enterrado ao lado do túmulo do primeiro marido de Belle, no Forest Home Cemetery em Forest Park, Illinois.
Em 5 de novembro de  2007, o corpo decapitado foi exumado por um grupo de arqueólogos forenses da Universidade de Indianápolis, sendo que um dos pesquisadores afirmou que Gunness não havia  morrido no incêndio, sendo muitos alegam que o corpo decapitado foi colocado na casa antes dela pegar fogo. Exames de DNA serão feitos para confirmar se o corpo era mesmo de Belle Gunness. Se der negativo, os investigadores exumarão o corpo de Esther Carlson.
Esforços tem sido realizados para encontrar parentes próximos para fazer comparações de DNA.
Segundo Andrea Simmons, da Universidade de Indianápolis, as primeiras tentativas foram em conseguir algum DNA dentro das cartas que Belle enviou para suas vítimas, o que logo foi descartado. A investigadora pretende retirar DNA da irmã de Gunness, ou de seus descendentes. Suzanne Mckay, bisneta da irmã de Gunness apoia o projeto e está escrevendo um livro a respeito. "Eu desejo que os testes de DNA possam provar que aquela mulher no túmulo não é Belle Gunness", diz Mckay, "Tenho certeza que ela matou uma mulher em Chicago e usou seu corpo para confundir as autoridades e fugir".